# Egon Franke
Egon Johann Franke, född 23 oktober 1935 i Gliwice i Schlesiens vojvodskap, död 30 mars 2022 i Turin, Italien, var en polsk fäktare.
Franke blev olympisk guldmedaljör i florett vid sommarspelen 1964 i Tokyo.